# أماتوري أوديني
أماتوري أوديني (بالإيطالية: Pallalcesto Amatori Udine) هو فريق كرة سلة إيطالي تأسس في سنة 1944 يقع في أوديني، فريولي فينيتسيا جوليا، إيطاليا. لعب في ليغا باسكيت الدرجة الأولى.

## أبرز اللاعبين
من أبرز اللاعبين الذين لعبوا معه:
- جون لوكاس
- أوروش سلوكار
- ساشا فوياسيتش
- فينتشنزو إسبوزيتو
- أندرو غيز
- جيانماركو بوزيكو
- ماركيز جونسون
- ماركو سولفريني